# José dos Santos Marcos

Bischofswappen von José João dos Santos Marcos

José dos Santos Marcos (* 17. August 1949 in Monte Perobolço, Portugal) ist ein portugiesischer Geistlicher und emeritierter römisch-katholischer Bischof von Beja.

## Leben
José dos Santos Marcos empfing am 23. Juni 1974 das Sakrament der Priesterweihe für das Patriarchat von Lissabon. Nach Tätigkeiten in der Pfarrseelsorge wurde er 1995 Spiritual des Diözesanseminars Cristo Rei des Patriarchats von Lissabon und 2001 zusätzlich Spiritual des Seminars Redemptoris Mater.
Am 10. Oktober 2014 ernannte ihn Papst Franziskus zum Koadjutorbischof von Beja. Die Bischofsweihe spendete ihm der Patriarch von Lissabon, Manuel Clemente, am 23. November desselben Jahres. Mitkonsekratoren waren der Bischof von Beja, António Vitalino Fernandes Dantas OCarm, und der Erzbischof von Évora, José Francisco Sanches Alves.
Mit dem Rücktritt António Vitalino Fernandes Dantas’ am 3. November 2016 folgte er diesem als Bischof von Beja nach.
Papst Franziskus nahm am 21. März 2024 seinen Rücktritt an, wenige Monate vor dem Erreichen der im Kirchenrecht vorgesehenen Altersgrenze von 75 Jahren.